# Savaria

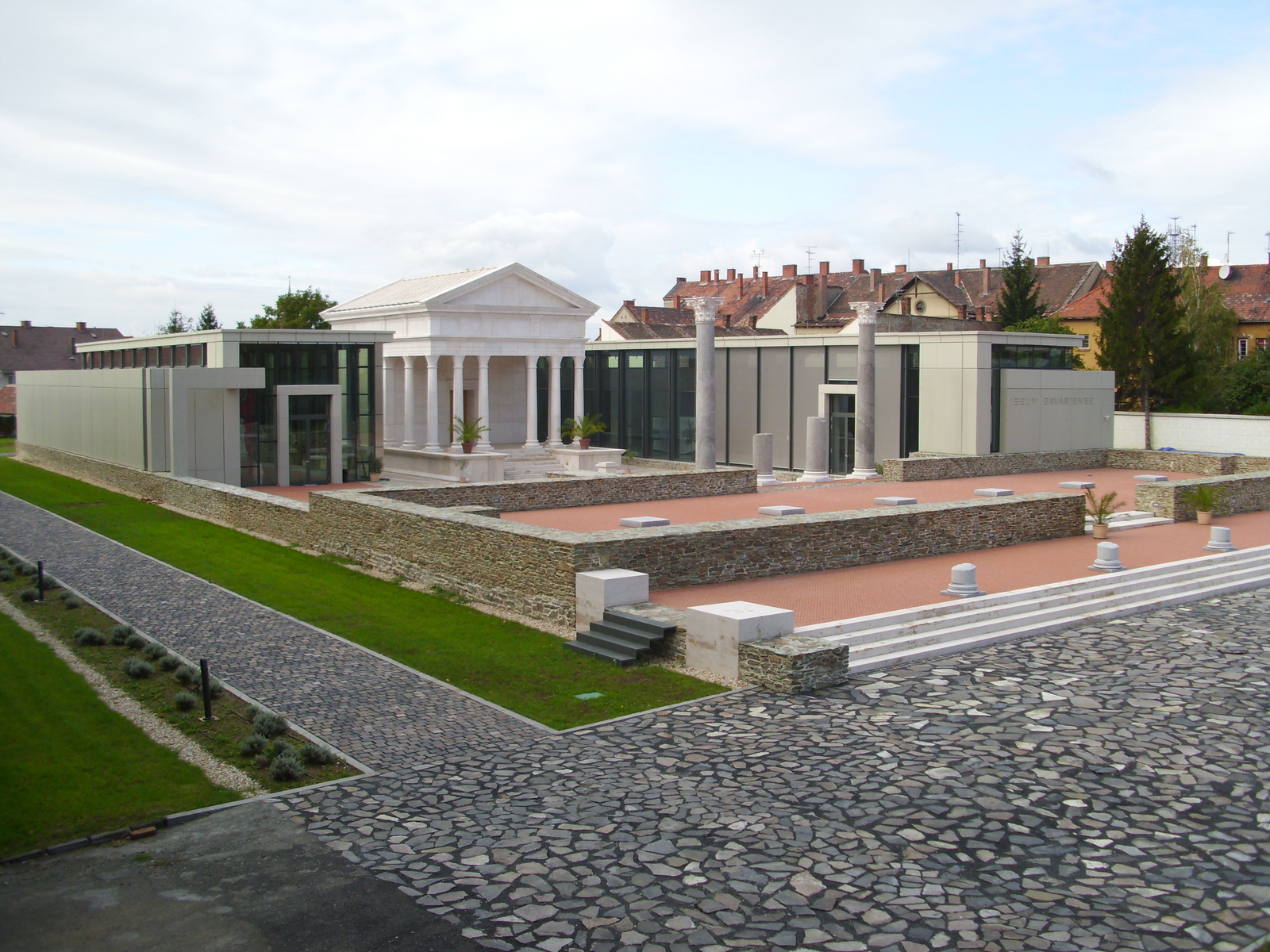
Das rekonstruierte Iseum mit den umgebenden ebenfalls rekonstruierten Straßenzügen und dem archäologischen Savaria-Museum.

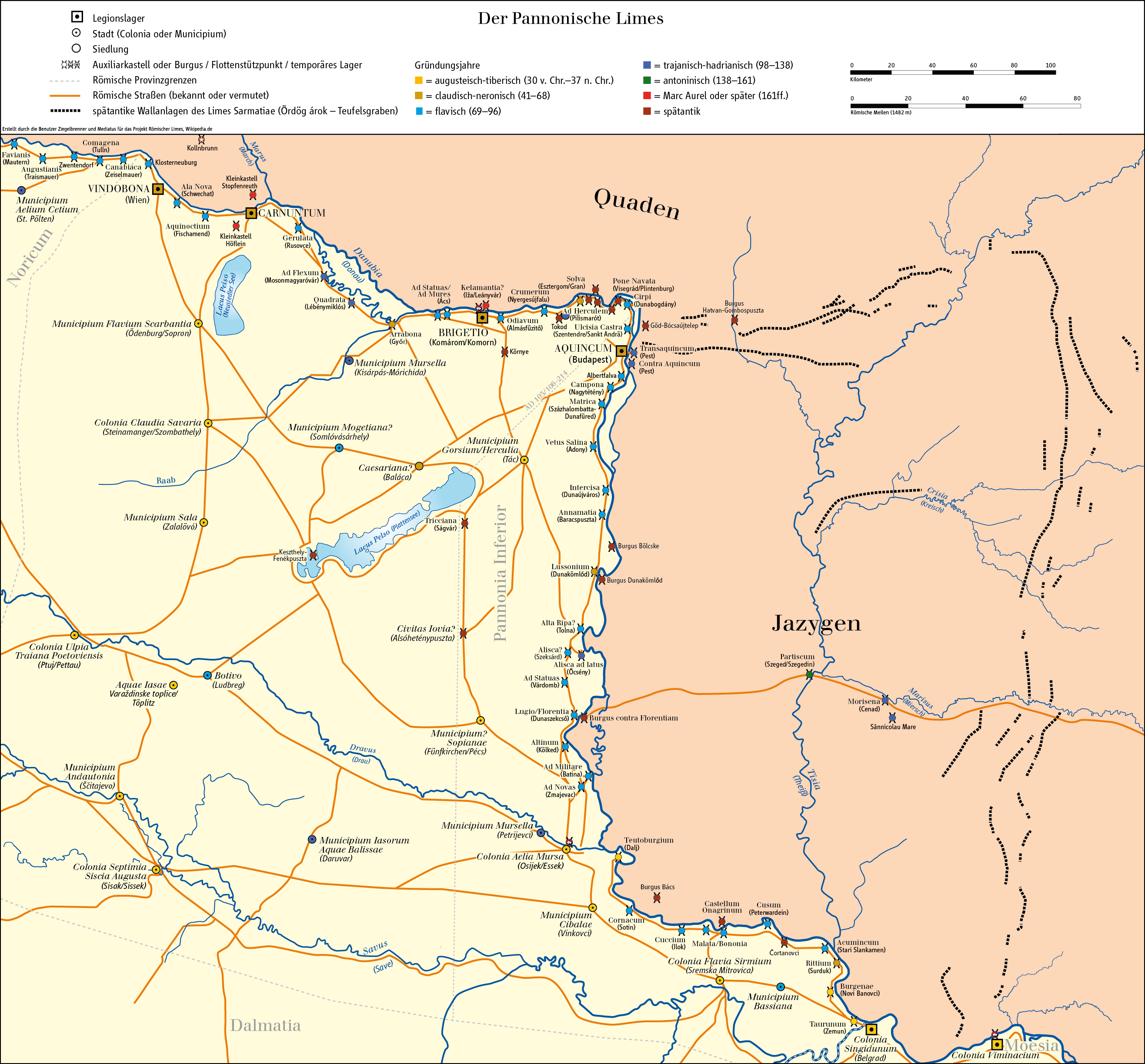
Das antike Pannonien

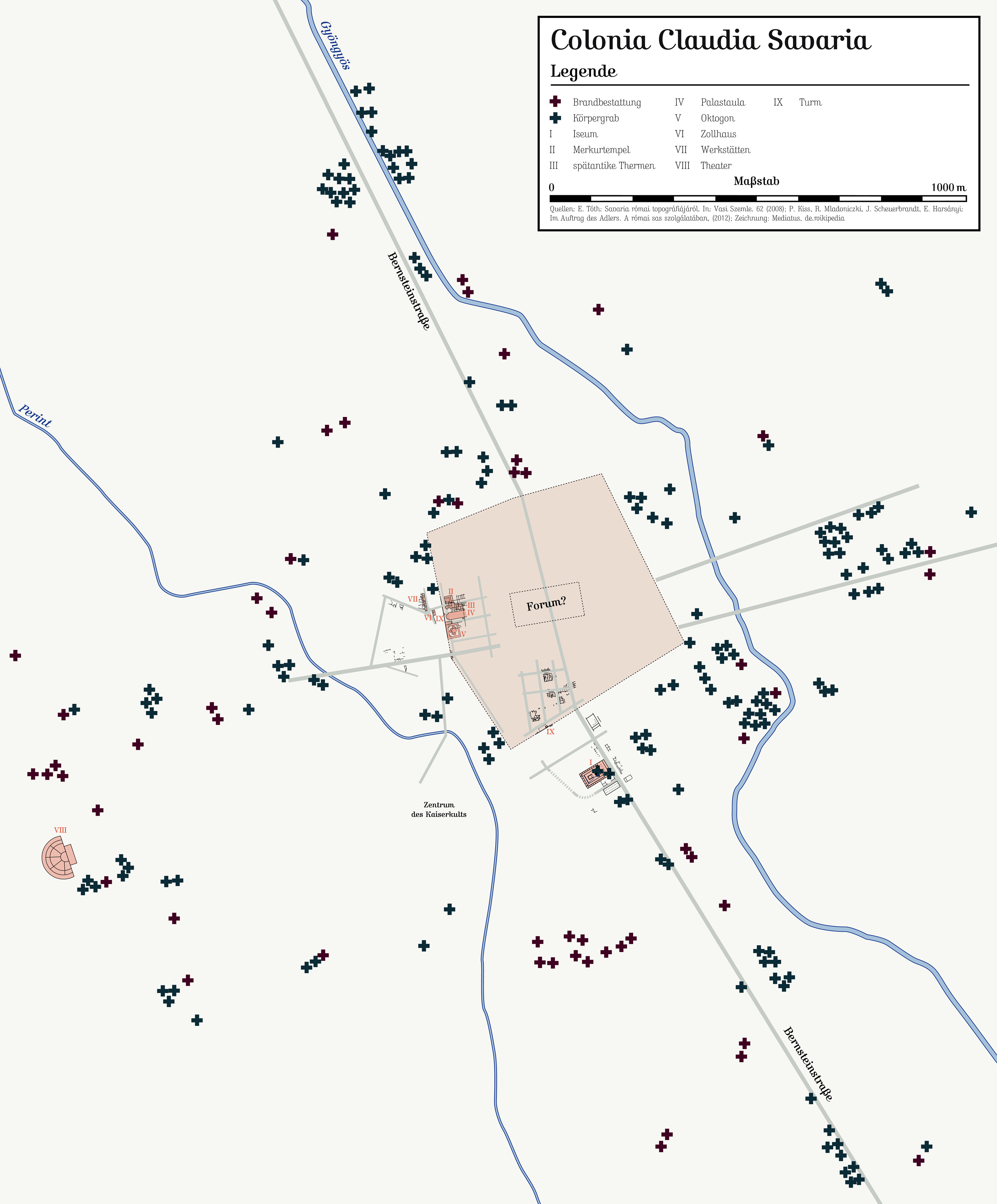
Archäologische Funde und Befunde in und um Savaria.

Savaria, vollständig Colonia Claudia Savaria, auch Sabaria, war eine römische Stadt auf dem Gebiet der heutigen westungarischen Stadt Szombathely im Komitat Vas. Bedeutende bauliche Reste sind heute im Ruinengarten Járdányi Paulovics István zu besichtigen. Daneben wurde im August 2010 eine Teilrekonstruktion des örtlichen Iseums abgeschlossen. Diesem Bau ist das Savaria-Museum angegliedert, das die bedeutendsten Funde aus dem Stadtgebiet und dem Umland präsentiert. Durch die Erhebung zur Provinzhauptstadt wurde Savaria im beginnenden 2. Jahrhundert zu einer einflussreichen Metropole, die ihren Reichtum höchstwahrscheinlich auch der hier durchführenden Bernsteinstraße zu verdanken hatte. Szombathely ist höchstwahrscheinlich die älteste pannonische Stadtgründung und damit die älteste römische Stadt auf dem heutigen ungarischen Staatsgebiet.

## Lage
Savaria wurde am südwestlichen Rand der Kleinen Ungarischen Tiefebene gegründet. Westlich und nördlich zeichnet sich der Alpenostrand als deutliche Hügellandschaft im Gelände ab, der unmittelbar östlich der Stadt in der Pannonischen Tiefebene mündet. Nordwestlich liegt das für die antike Wasserversorgung wichtige Günser Gebirge. Wie im Nordosten und Osten flacht das Land auch nach Süden bis zur rund 25 Kilometer entfernten Raab hin ab. Am Südufer des Flusses beginnt heute der Őrség-Nationalpark und das sich nach Osten erstreckende Hügelland von Zala (Zalai-dombság).

## Frühe Forschungsgeschichte
Frühes Interesse an den römischen Altertümern wurde im 15. Jahrhundert geweckt, doch erst auf Anregung János Szilys (1735–1799), des ersten Bischofs des 1777 gegründeten Bistums Szombathely, verfasste der Geistliche und Gelehrte Stephan Schönwiesner (1738–1818) unter dem Titel Antiquitatum et Historiae Sabariensis ab origine usque ad praesens tempus libri IX cum iconibus eine erste Monographie über die Stadt, die 1791 veröffentlicht wurde. 1871 gründete sich in Szombathely die Archäologische Gesellschaft. Eines der wichtigsten Ziele dieser Vereinigung lag in der Gründung eines Museums. Nach dessen Einrichtung veröffentlichte insbesondere der archäologisch interessierte Schulleiter des Prämonstratenser-Chorherren-Gymnasiums, Vilmos Lipp (1835–1888), über die wissenschaftliche Arbeit in Szombathely in der Zeitschrift Archaeologiai Értesítő (Archäologische Nachrichten). Zu den bedeutenden Persönlichkeiten vor dem Zweiten Weltkrieg gehörte auch der Prämonstratenser und Historiker Antal Tibor Horváth (1889–1964), der bis 1936 in der Stadt wirkte. In den 1920er Jahren hat besonders der Archäologe Nándor Fettich (1900–1971) den Blick auf die antike städtische Topographie wesentlich erweitert. 1938 bis 1941 wurde die spätantike Palastaula des Statthalters ergraben. Deren wertvolle Mosaike erhielten 1942 zwei provisorische Schutzbauten, die über Jahrzehnte bestehen mussten und letztendlich ihrer sichernden Funktion nicht gerecht werden konnten.

## Allgemeine Stadtgeschichte

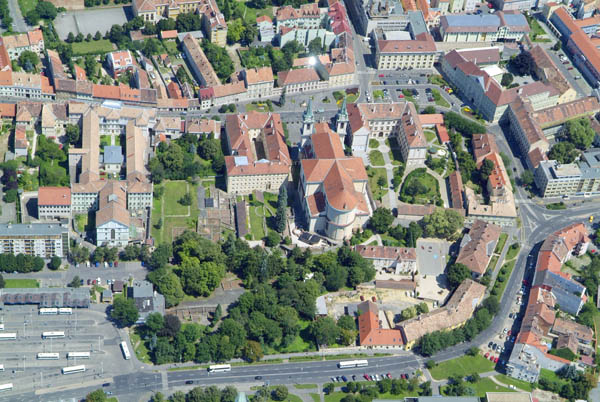
Der Ruinengarten mit antiken Bauresten am Dom von Szombathely

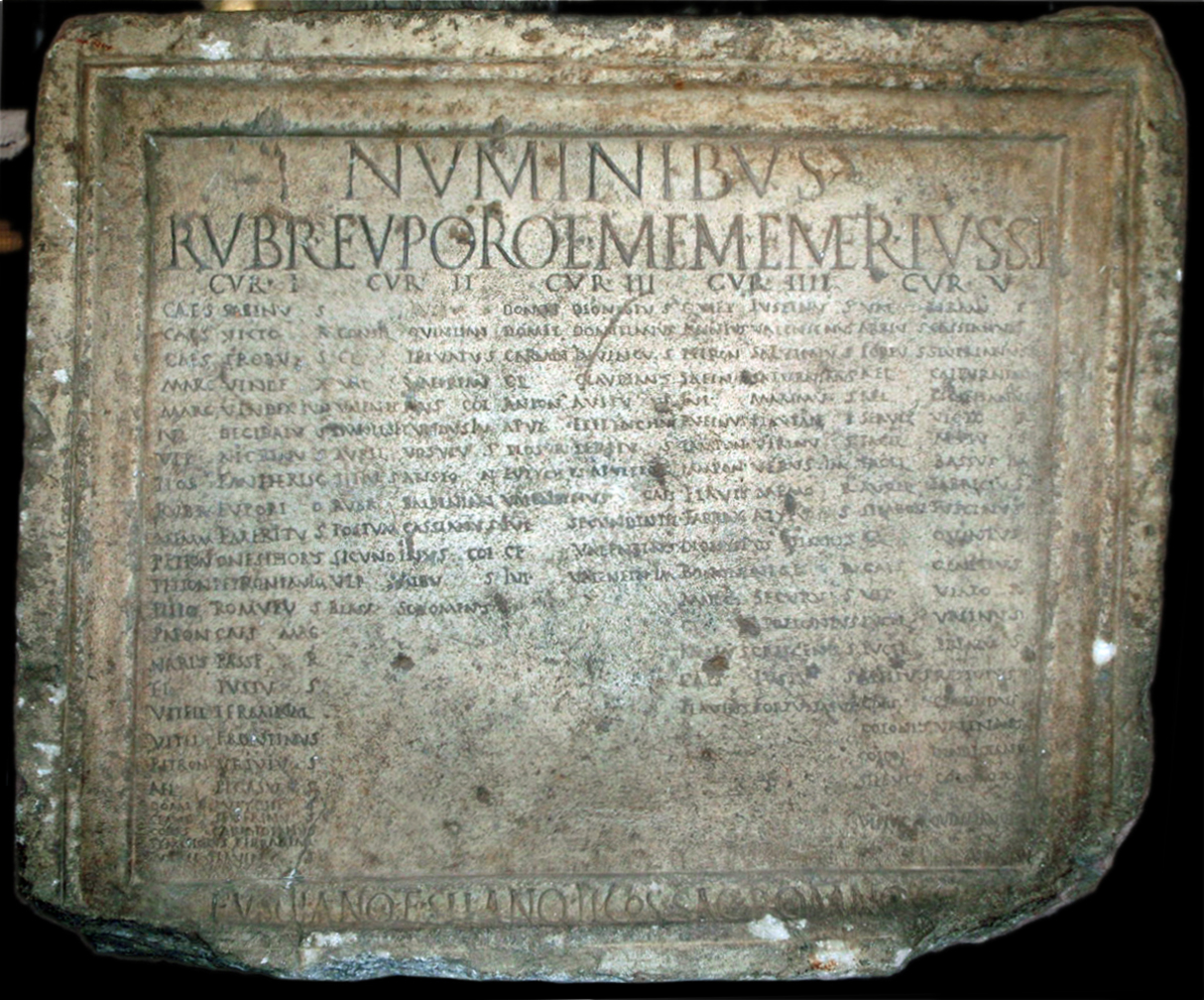
Im Jahr 188 aufgestellte Tafel mit den Namen der römischen Bürger Savarias

### Name
Der Name wird bereits bei dem im 1. Jahrhundert n. Chr. lebenden Plinius dem Älteren in seiner Naturalis historia genannt. Eine weitere Erwähnung findet die Stadt bei Claudius Ptolemäus im 2. Jahrhundert. In der Tabula Peutingeriana, einer spätantiken Karte des römischen Straßennetzes aus dem 4. Jahrhundert, wird die Stadt als Sabarie bezeichnet. Auch in der Notitia dignitatum, einem römischen Staatshandbuch aus der ersten Hälfte des 5. Jahrhunderts, ist der Ort zu finden.

### Gründung
Savaria ging vielleicht aus einem während der römischen Okkupation Pannoniens ab 9 n. Chr. errichteten Kastell hervor. Aus der frühesten Phase ist jedoch kaum etwas bekannt. Auch konnten bisher keine vorrömischen Siedlungsplätze auf dem Gebiet des historischen Stadtareals entdeckt werden. Wahrscheinlich war der Ausbau der mutmaßlich bereits während der Regierungszeit des Kaisers Tiberius (14–37 n. Chr.) begonnenen Bernsteinstraße ein entscheidender Faktor für das Aufstreben der während der Regierungszeit des Kaisers Claudius (41–54 n. Chr.) zu einem unbekannten Zeitpunkt am Bach Savarias (heute: Perint) gegründeten Colonia (siehe Höhensiedlung Velem-Szentvid). Die Deduktionskolonie erhielt nach dem stiftenden Kaiser und dem Bach ihren Namen Colonia Claudia Savaria. Möglicherweise wurde damals das bisher unter römischer Militärverwaltung stehende Gebiet des Illyricum Inferius in die Provinz Pannonien umgewandelt und eine zivile Verwaltung eingeführt. Die ersten Bewohner waren Veteranen der Legio XV Apollinaris.

### 1. bis 5. Jahrhundert
Während der Regierungszeit des Kaisers Trajan (98–117) wurde die Zweiteilung der Provinz Pannonien in Ober- und Niederpannonien verordnet. Dies hatte wichtige Auswirkungen auf die weitere Stadtgeschichte, da Savaria nun zum zivilen Verwaltungszentrum Oberpannoniens wurde. Diese klare Zuordnung der mittelkaiserzeitlichen provinzialen Ziviladministration durch Wissenschaftler des Savaria-Museums in Szombathely hat in der Vergangenheit auch Widerstand hervorgerufen. So äußerte sich der Althistoriker Rudolf Haensch 1997, dass neben Savaria auch Carnuntum (Petronell-Carnuntum) oder Poetovio (Ptuj) als Amtssitze in Frage kämen. Inschriftlich ist Savaria zumindest für die Spätantike als Hauptstadt der Provinz Pannonia I durch die Notitia dignitatum bezeugt. Im Zuge der Ernennung wurden wichtige Baumaßnahmen eingeleitet. Es entstanden Amts- und Verwaltungsbauten für die provinziale Selbstverwaltung sowie die für Provinzhauptstädte typischen Tempel und Gebäude des Kaiserkults und seiner Priesterschaft. Ihre Reste fanden die Archäologen südwestlich vor den Mauern der antiken Stadt, am Westufer des Baches Savarias, der in der Spätantike unter dem Namen Sibaris bekannt blieb.
Nach dem Jahr 150 sowie während der ersten Hälfte des 3. Jahrhunderts stellten Neusiedler aus Italien, Südgallien und den Ostprovinzen den Großteil der Bevölkerung. Der Anteil der letztgenannten Gruppe stieg insbesondere nach den Markomannenkriegen an. Ausschlaggebend für ihren Zuzug waren Truppenbewegungen, aber auch Händler, die in der Metropole an der Bernsteinstraße ihr Glück versuchten. Die neuen Bewohner aus den östlichen Provinzen brachten auch neue Bestattungssitten mit. So wurden ab Ende des 2. Jahrhunderts auffallend viele Menschen in inschriftenlosen Sarkophagen beerdigt. Das Ende der Markomannenkriege leitete auch eine gewisse neue Blütezeit ein, die besonders von umfangreichen kaiserlichen Sanierungsarbeiten an öffentlichen Bauwerken zu Beginn des 3. Jahrhunderts geprägt war. Über die Stadtgeschichte des 3. Jahrhunderts ist ansonsten nur sehr wenig bekannt. Wie an vielen Orten des Reiches nimmt jedoch die schriftliche Überlieferung in Form von Inschriften während dieses Jahrhunderts deutlich ab, was von Wissenschaftlern als Zeichen der damals oftmals chaotischen Zustände gewertet wird.
Im Jahr 303 wurde in der Stadt im Rahmen der Christenverfolgung Quirinus, der Bischof von Siscia, hingerichtet. 316/317 kam wahrscheinlich der heilige Martin von Tours in Szombathely zur Welt. Andererseits beansprucht auch die Erzabtei Martinsberg, dass in ihrer Nähe der Heilige geboren worden ist, da es auch dort einen antiken Ort mit dem Namen Savaria gab.
308 wurde in Carnuntum unter dem Vorsitz des Altkaisers Diokletian eine politische Neugliederung Pannoniens beschlossen. Savaria wurde nun Sitz der neugegründeten Provinz Pannonia Prima. Zu Repräsentationszwecken entstand – architektonisch vergleichbar mit der größeren Konstantinbasilika in Trier – auf dem Forumsareal eine monumentale einschiffige Palastaula, die mit einer halbrunden Apsis abschloss. Den Zugang zu diesem Bau bildete ein großer Peristylhof, im Inneren schmückte ein erstklassiges, 40,40 × 16,40 Meter großes Mosaik den durchgehend beheizbaren Fußboden, die Wände waren mit farbigem Marmor getäfelt. In der südlichen Nachbarschaft des Bauwerks wurden Statuenfragmente der Kapitolinischen Trias entdeckt. Antike Autoren erwähnen den Palast in Savaria mehrfach und berichten über die Anwesenheit mehrerer Kaiser. So residierten hier Konstantin der Große (306–337), Constantius II. (337–361) und Valentinian I. (364–375).
Im 5. Jahrhundert wurde die Stadt nach und nach von ihren Bewohnern (vor allem Ostgoten) verlassen, die in sicherere Regionen des Römischen Reichs zogen. Am 7. September 456 verwüstete ein Erdbeben die weitgehend aufgegebenen Bauten. Teilweise stark deformierte Straßenflächen, die während der Ausgrabungen zu Tage kamen, zeugen von diesem Ereignis.

### Nachrömische Entwicklung
Während des ersten Awarenfeldzuges 791 wurde Sabaria vom Rückzug des abgeschlagenen Karolingerheeres unter der Führung Karls des Großen (747/748–814) berührt. Im frühen 9. Jahrhundert markierte der Ort den südlichsten Endpunkt des fränkischen Awarenfürstentums und wurde zu dieser Zeit möglicherweise zu einem weltlichen oder kirchlichen Zentrum ausgebaut. Nach der Auflösung des awarischen Fürstentums entstand die ostfränkische Grafschaft Stein am Anger und Sabaria wurde damit wieder der Vorort einer politischen Einheit. Deutsche Siedler hatten den Stadtnamen „Stein am Anger“ – heute „Steinamanger“ – geprägt. Er nahm Bezug auf die damals überall anzutreffenden antiken Ruinen. Dennoch bleibt der spätantike Name in den Schriften und Urkunden bis zur ungarischen Landnahme erhalten. Mit dem Ende des bayerischen Einflusses ersetzen die Magyaren die lateinische Bezeichnung durch das heutige Szombathely, das mit „Samstagmarkt“ zu übersetzen ist und auf die hier abgehaltenen Märkte Bezug nimmt.

## Bauten

### Stadtmauer und Hauptstraßen

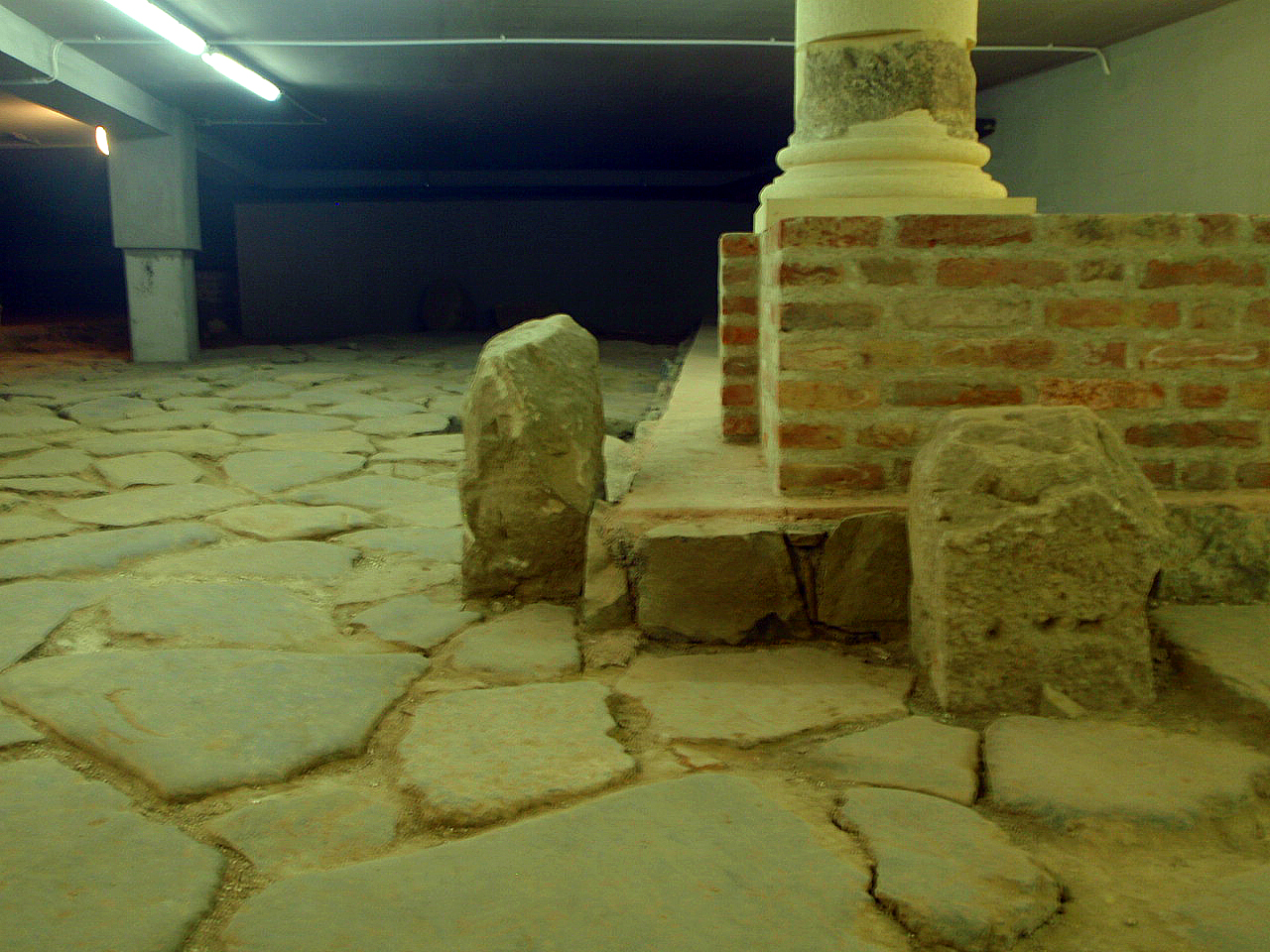
Die Bernsteinstraße als nord-südliche Hauptstraße der Stadt mit angrenzender Bebauung unter dem heutigen Hauptplatz.

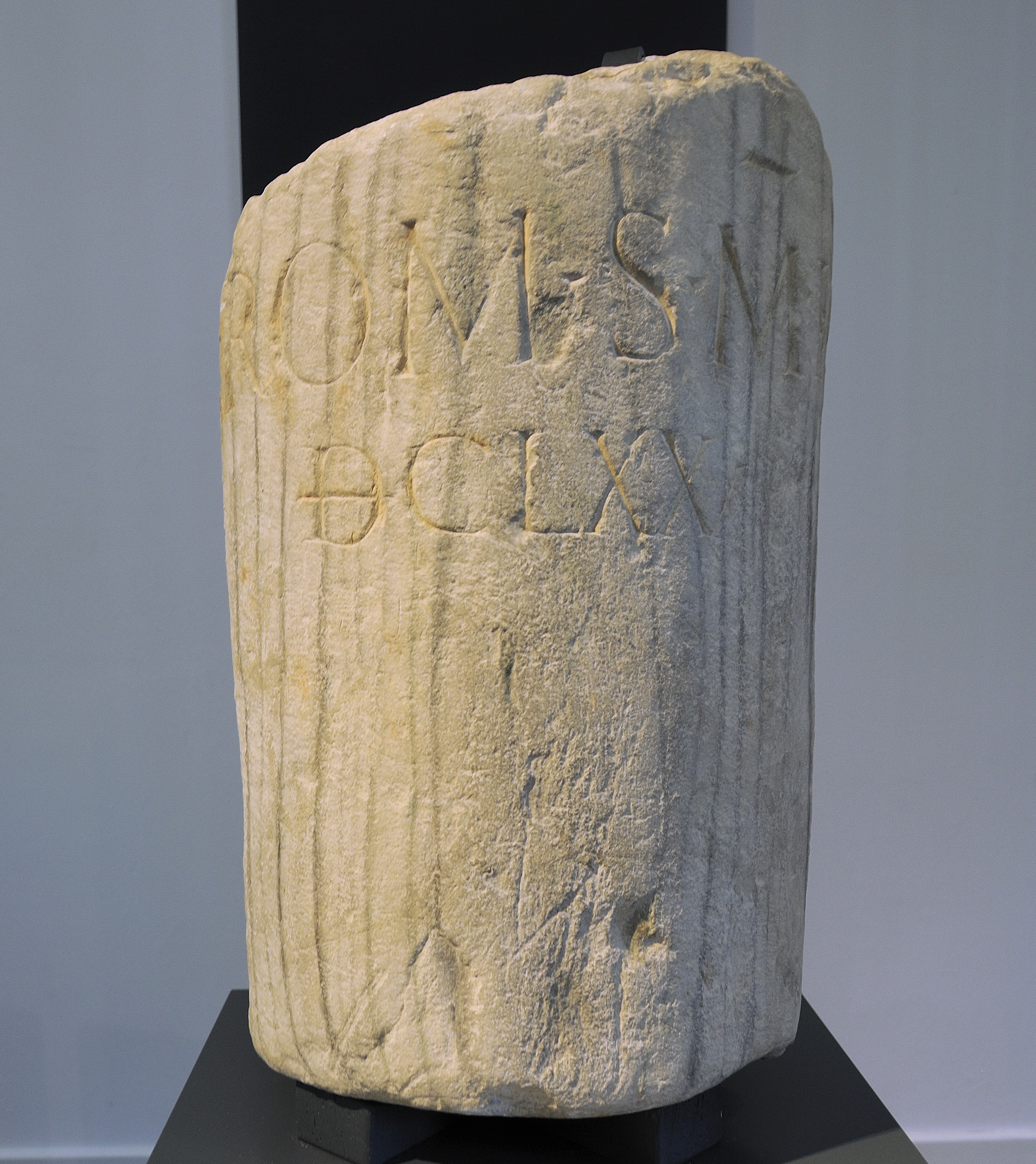
Der 1998 auf der Bernsteinstraße innerhalb der Stadtmauern geborgene Meilenstein.

Bisher sind nur Teile der antiken Stadtumwehrung bekannt geworden. Bereits die frühe Stadtanlage folgte offensichtlich nicht mehr dem für römische Städte typischen streng rechteckigen Planungsraster. Während der Regierungszeit des Kaisers Vespasian (69–79) entstand eine erste, bis zu fünf Meter hohe Stadtmauer in Holz-Erde-Bauweise, die ein unregelmäßiges fünfeckiges Areal umgab. Als Annäherungshindernis bestand ein drei bis vier Meter tiefer Doppelspitzgraben.
Mit der Erhebung zur Provinzhauptstadt unter Traian erfolgte der Ausbau in Stein. Vielleicht kam es im zweiten Drittel des 2. Jahrhunderts – möglicherweise während der Markomannenkriege – zu Belagerungen, worauf die von den Archäologen festgestellten Grabenverfüllungen hindeuten könnten. Die trajanische Stadtmauer blieb bis in die Spätantike erhalten, wobei sie nachträglich eine Verkleidung mit Kalksteinplatten erhielt. Möglicherweise entstand die Mauer im Zuge verschiedener Baulose, da sich abschnittsweise kleine Unterschiede in den Maßen und der Fundamentierungstechnik feststellen lassen. Besonders problematisch erscheinen den Archäologen die unterschiedlichen Grundrisse der Türme. Bisher konnten noch nicht alle Stadttore Savarias festgestellt werden.
Neben dem Nord- und Südtor, durch das die Bernsteinstraße führte, gab es mutmaßlich je zwei weitere Tore im Westen und Osten. Nahe dem Südtor kam innerhalb der Stadtmauern der bisher älteste Meilenstein Pannoniens aus dem Boden. Er war bereits in der Antike als stark fragmentierte Spolie in das Straßenpflaster der Bernsteinstraße verbaut worden. Seine dennoch teilweise erhalten gebliebene Inschrift enthielt die Entfernung von Rom bis Savaria: 675 Meilen. Die Erwähnung Roms auf einem Meilenstein in der Provinz ist sehr selten. Seine Aufstellung und die Entfernungsangabe könnte mit der Bernsteinstraße oder der Gründung der Colonia zusammenhängen. Trotz des nicht erhalten gebliebenen Kaisernamens lässt sich der Stein in das 1. Jahrhundert datieren, da er schon zu Beginn des 2. Jahrhunderts verbaut wurde.

### Innerstädtische Straßen und Insulae

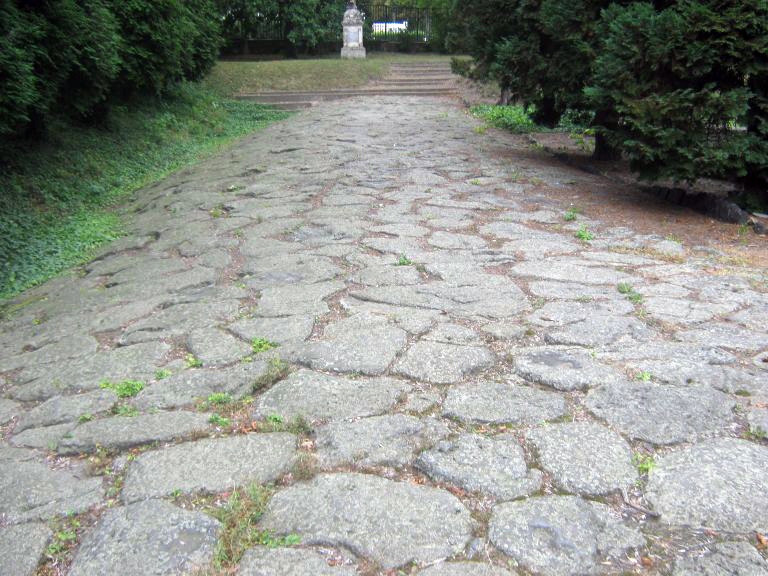
Im Ruinengarten erhalten gebliebenes antikes Straßenpflaster.

Die durch das Straßensystem getrennten Insulae folgten nicht dem üblichen genormten Schema; so trafen die Archäologen sowohl kleinere als auch größere Wohnblockeinheiten an. In manchen Bereichen waren die größeren Insulae nachträglich in zwei oder drei Parzellen aufgeteilt worden. Südlich und westlich der Stadtmitte sind auch trapez- beziehungsweise rautenförmige Grundstücke anzutreffen. Erst nach Anlage des Gründungsschemas mit den ersten Insulae und des frühen Wegenetzes erfolgten während der ersten Hälfte des 2. Jahrhunderts der infrastrukturelle Ausbau der Straßen mit festen Pflastern sowie die Anlage der Kanalisation. Die Pflasterung aus unregelmäßigen Basaltplatten stammte von dem im Osten gelegenen Berg Ság. Das Material für die Steinbauten wurde weitgehend aus einem Steinbruch nahe dem heutigen Felsőcsatár im Westen gewonnen.
Die Straßenbreite variierte. Die Bernsteinstraße ist an dem Isis-Heiligtum vor der südlichen Stadtmauer mit 12 Metern Breite vermessen worden. Hinter dem südlichen Stadttor, im Stadtinneren, besaß sie nur noch 6,6 Meter. Die durchschnittliche Straßenbreite betrug 5 bis 6 Meter, schmale Gassen zwischen den Insulae waren lediglich 2 bis 3 Meter breit. Da die gestampfte Steinschotterung des Straßenfundaments über die volle Breite von Hauswand zu Hauswand reichte, wurden die Bürgersteige lediglich durch kleine flache, senkrecht gestellte Platten von dem Straßenpflaster getrennt und wurde die Steinschotterung als Laufhorizont des Trottoirs genutzt. Entlang der Hauptstraßen liefen die Bürgersteige unter Arkaden, in den Seitenstraßen waren diese Portiken nur teilweise zu finden.

### Öffentliche Bauten

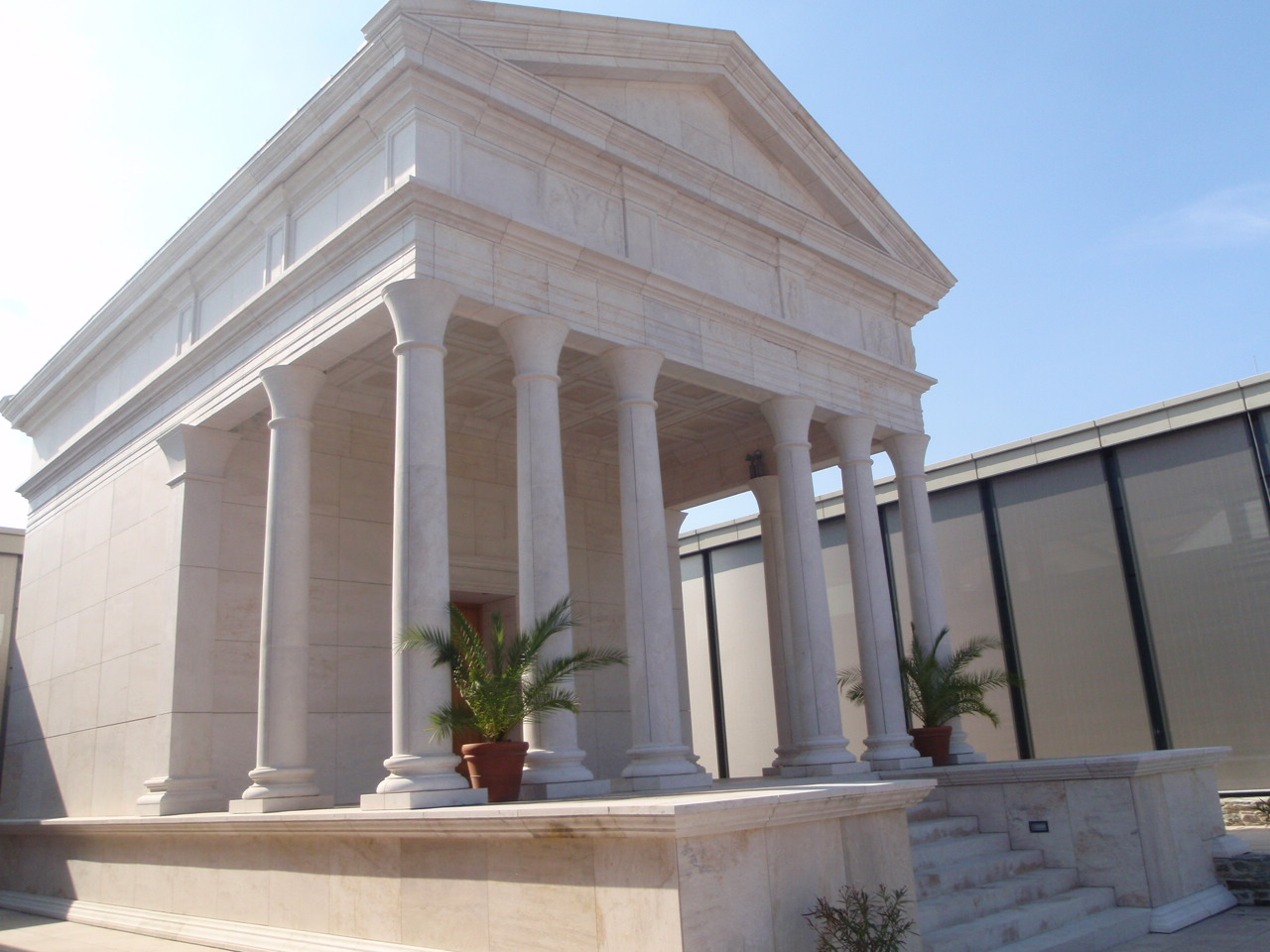
Der rekonstruierte Tempel des Iseums, statt der beiden einst seitlich angeordneten Säulenhallen wurde dort bis 2010 der Museumsbau verwirklicht.

Während der flavischen Epoche in der zweiten Hälfte des 1. Jahrhunderts entstanden das Forum und das Capitolium. Gegen Ende des Jahrhunderts waren die Arbeiten am Tempel der kapitolinischen Trias fertig. Fragmentierte Kultstatuen und größere Bauelemente lassen es für möglich erscheinen, diesen Tempel im Bereich des heutigen Bischofspalasts zu suchen. Südlich, außerhalb der Stadtmauern, lagen heilige Bezirke für orientalische Kulte, so das große Isis-Heiligtum und ein nahebei gelegener Dolichenus-Tempel. Nordwestlich dieser Kultbezirke fanden sich zwei Mithras-Altäre, so dass auch von einem entsprechenden Heiligtum in Savaria ausgegangen werden kann. Im östlichen Stadtbezirk wurde ein Inschriftenbruchstück entdeckt, das einen von Kaiser Claudius gestifteten Tempel schmückte. Weitere, im heutigen Ruinengarten entdecke Altäre sind Jupiter, Merkur und anderen Gottheiten geweiht. Während der Regierungszeit des von den pannonischen Legionen zum Kaiser ernannten Septimius Severus (193–211), dem die Provinz Oberpannonien in Savaria die Treue schwor, fanden mehrere größere Baumaßnahmen statt. So wurde das Iseum verschönert. Es erhielt neben einer Marmorverkleidung neue Säulen und eine neue Fassade. Der teilweise erhalten gebliebene zentrale Hauptfries vom Gebälk des Tempels zeigt Isis-Sothis. Eine ihrer erhobenen Hände hält ein Sistrum und sie reitet auf einem Hund, der das Sternbild des Canicula verkörpert – Zeichen für die jährliche, erntespendende Nilflut. Aufgefundenen Granitsäulen lassen auch an eine Erneuerung des Forums denken. Savaria als Zentrum des provinzialen Kaiserkultes der Prinzipatszeit lässt sich epigraphisch mehrfach nachweisen. So werden die Priester des kaiserlichen Altars der Provinz Oberpannonien sowie die Kollegiumsleiter für den Genius der Provinz Oberpannonien genannt.

### Töpferviertel, städtische Ziegelei und Zollstation
Die meisten Töpferöfen wurden in den nördlichen und nordwestlichen Stadtteilen ergraben. Am westlichen Stadttor fand sich eine Zollstation, die im Rahmen des Ruinengartens erhalten blieb. Dort fand sich der bronzene Rundstempel eines Pächters der Achtelsteuer beider pannonischen Provinzen Händler mussten beim Eintritt oder Verlassen der Stadt Zoll nach dem Wert ihrer mitgeführten Waren bezahlen. Aus dem Fundmaterial konnte auch die Existenz einer öffentlichen Ziegelei erschlossen werden. Von Städten unterhaltene öffentliche Baubetriebe sind im Römischen Reich bisher nur selten belegt. In der Regel gab der Stadtrat Ausschreibungen an private Unternehmer heraus.

### Wasserversorgung

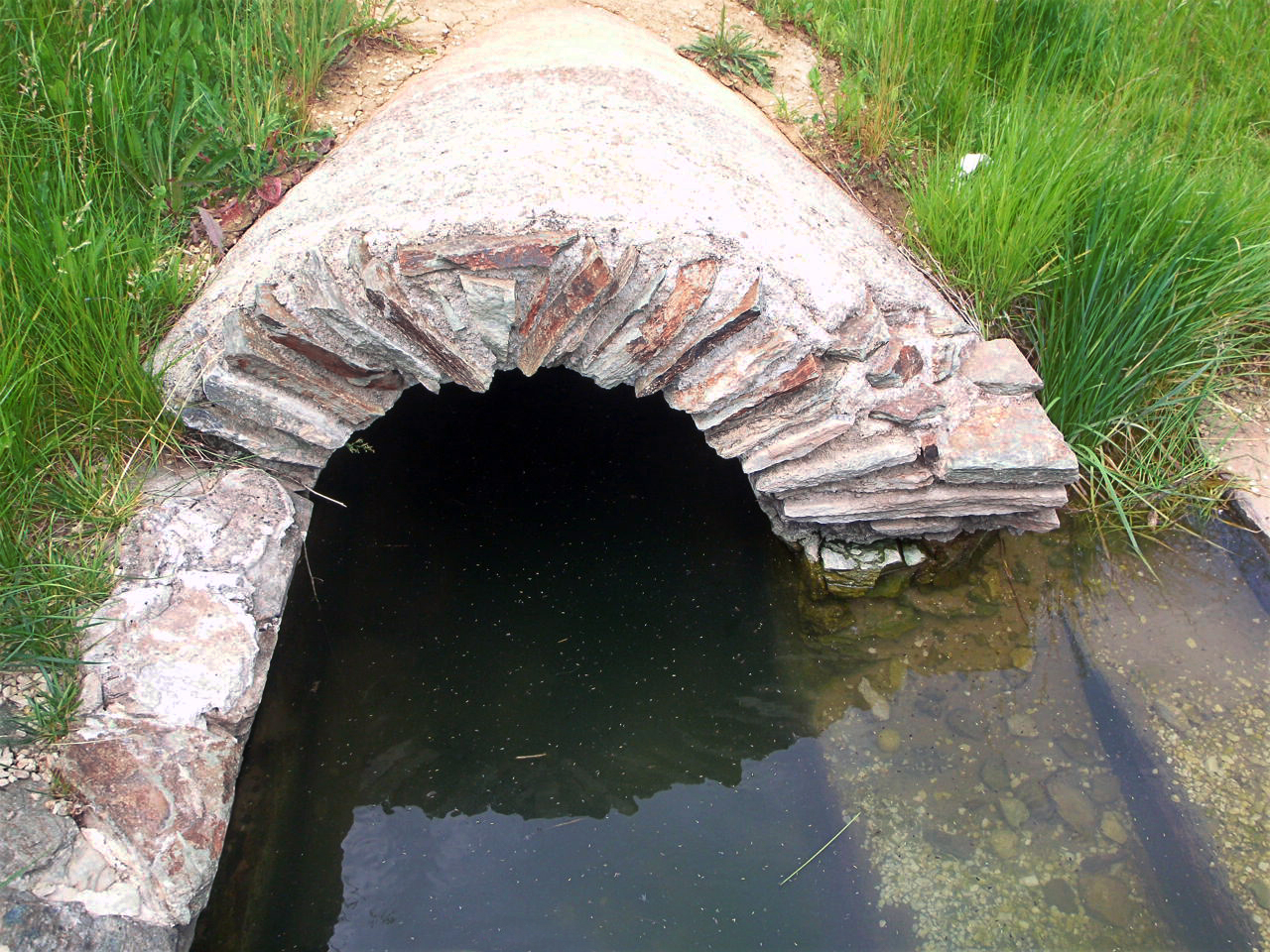
Nahe der österreichischen Grenze an der B89 (Ausfahrt Bucsu/Bozsok) ist das aufgebrochene Gewölbe des Aquädukts sichtbar.

Um den großen Bedarf an Trink- und Brauchwasser zu stillen, errichteten die römischen Ingenieure ein 26 Kilometer langes, unterirdisches überwölbtes Leitungssystem, durch das über Sammelleitungen Frischwasser aus dem nahen Günser Gebirge herangeführt wurde. Die Trasse entstand nicht auf der kürzesten Strecke, sondern ordnete ihren Verlauf dem Geländeprofil unter. Auf dem Szombathelyer Stadtgebiet an der heutigen Bagolyvár (Eulenburg) wurde mit dem Wasserturm der Endpunkt der Leitung erreicht. Von hier aus wurden die öffentlichen und privaten Einrichtungen mit Wasser versorgt.

### Gräberfelder
Den römischen Sitten entsprechend wurden die Grablegen außerhalb der Stadtmauern angelegt. So entstanden die Gräberfelder des 1. bis 2. Jahrhunderts in breiten Streifen entlang der Ausfallstraßen um die Colonia. Nachdem ab dem 3. Jahrhundert nur noch wenige Plätze auf den bisherigen Grabstätten frei waren und sich neue, unbenutzte Flächen zu weit weg von der Stadt befanden, legten die Bewohner bis in das 4. Jahrhundert neue Gräber auch unmittelbar vor der Stadtmauer an, so dass die Stadt schrittweise von Grablegen umgeben wurde. Die Archäologen rechnen für die rund 400-jährige römische Stadtgeschichte mit insgesamt rund 100.000 Gräbern. Von diesen sind bisher jedoch weniger als ein Prozent bekannt geworden.